# Alessandro Algardi
Alessandro Algardi (Bolonha, 31 de julho de 1598 – Roma, 10 de junho de 1654) foi um escultor, desenhista e arquiteto romano. As fontes divergem no que concerne a data de seu nascimento, havendo quem diga que nasceu a 27 de novembro de 1595 ou até mesmo no ano de 1602.

## Vida
Primeiro foi destinado aos estudos literários, mas logo ingressou na escola de Ludovico Carracci, aprendendo também com Giulio Cesare Conventi. Em 1622 estava em Mântua, onde o duque Ferdinando Gonzaga mantinha uma coleção de escultura clássica, que lhe serviu de inspiração para sua obra futura. Após breve estadia em Veneza, transferiu-se para Roma em 1625, onde se dedicou inicialmente ao restauro de estatuária antiga. Com a ascensão do papa Inocêncio X (1644 a 1655), a popularidade de Bernini começou a decair e foi suplantado por Algardi. Como representante de um tipo de classicismo que reagia ao expressivo estilo do Barroco, Algardi se deixou influenciar grandemente pela arte da Antiguidade, como se nota pela qualidade pintoresca de sua escultura.
Tornou-se conhecido por obras como o monumento ao Papa Leão XI e o alto-relevo A Fuga de Átila, no Vaticano; a estátua de bronze de Inocêncio X, no Palazzo dei Conservatori; a estátua de São Filipe Neri com o Anjo; as figuras da Fonte de Netuno, e a tumba do Conde e da Condessa de Monterrey.